# 48 godzin
48 godzin (ang. 48 Hrs.) – amerykański film sensacyjny z 1982 roku w reżyserii Waltera Hilla.

## Fabuła
Groźny przestępca Albert Ganz (James Remar) odsiaduje wyrok w więzieniu stanowym. Podczas robót na torach kolejowych, z pomocą swojego indiańskiego kompana Billy’ego Niedźwiedzia, który pozostał na wolności, ucieka, zabijając przy tym dwóch strażników więziennych. Jadą do San Francisco, gdzie namierzają dawnego wspólnika Luthera i domagają się by oddał im 500 000 USD, będącymi łupem z ostatniego napadu. Pieniądze znajdują się w miejscu, które będzie otwarte dopiero w poniedziałek rano, więc przestępcy są zmuszeni przeczekać weekend. Aby mieć pewność, że Luther ich nie wykiwa, biorą jego dziewczynę za zakładniczkę. Następnie jadą do hotelu Walden, po uprzednim zamówieniu dziewczyn na telefon.
Po otrzymaniu cynku o napadzie rabunkowym, do tego samego hotelu przyjeżdżają później trzej policjanci z departamentu policji San Francico, wśród których jest detektyw Jack Cates (Nick Nolte). Trafiają oni do pokoi Ganza i Niedźwiedzia, jednak ci nie zamierzają dać się złapać. Dochodzi do wymiany ognia, z której żywy wychodzi tylko Cates. Ganz zabiera jego służbowy rewolwer i ucieka wraz z Billym.
Jack jest wściekły i przyjmuje sobie za punkt honoru, by dopaść Ganza i pomścić zabitych kolegów. Na posterunku Cates otrzymuje zastępczą broń oraz intensywnie próbuje znaleźć sposób na wyśledzenie uciekinierów. W więzieniu osadzony jest jeszcze jeden członek bandy Ganza, Reggie Hammond (Eddie Murphy), któremu zostało pół roku odsiadki. Jack jedzie do niego próbując zmusić go do współpracy. Hammond oznajmia, że może pomóc jedynie będąc na wolności. Mimo że wie czemu Ganz nawiał, nie mówi o tym Catesowi. Policjant załatwia mu przepustkę na tytułowe 48 godzin. Pomimo różnic jakie ich dzielą i wzajemnej niechęci, muszą oni działać razem, aby każdy z nich mógł wyrównać swoje własne rachunki. Po kilku niepowodzeniach i zbyt długim czasie błądzenia po omacku dochodzi między nimi do bójki, po której Reggie jest zmuszony wyznać gliniarzowi prawdę o faktycznych zamiarach Ganza. Od tego momentu muszą podjąć inną drogę współpracy. Z czasem ta współpraca zaowocuje początkiem szczerej przyjaźni.

## Obsada
- Nick Nolte (Jack Cates)
- Eddie Murphy (Reggie Hammond)
- James Remar (Albert Ganz)
- David Patrick Kelly (Luther)
- Sonny Landham (Billy Niedźwiedź)
- Brion James (Ben Kehoe)
- Annette O’Toole (Elaine Marshall)
- Frank McRae (Haden)
- Kerry Sherman (Rosalie)
- Jonathan Banks (Algren)